# Mandarina exoptata
Mandarina exoptata é uma espécie de gastrópode  da família Camaenidae.
É endémica de Japão.